# Стамен Белчев
Стамен Димитров Белчев (болг. Стамен Димитров Белчев, нар. 7 травня 1969, Хасково) — болгарський футболіст, що грав на позиції нападника. По завершенні ігрової кар'єри — тренер.

## Ігрова кар'єра
У дорослому футболі дебютував 1988 року виступами за команду «Хасково» з рідного міста, в якій провів шість сезонів, взявши участь у 151 матчі чемпіонату. Більшість часу, проведеного у складі «Хаскова», був основним гравцем атакувальної ланки команди.
Згодом з 1994 по 2001 рік грав у складі команд «Локомотив» (Горішня Оряховиця), «Етир», «Хасково» та «Бероє».
Завершував ігрову кар'єру у рідному «Хасково» у 2001–2002 роках.

## Кар'єра тренера
Розпочав тренерську кар'єру, повернувшись до футболу після невеликої перерви, 2010 року, очоливши тренерський штаб клубу «Любимець 2007». Згодом у 2013–2014 роках був асистентом головного тренера у пловдивському «Ботеві», а згодом протягом 2016 року працював на аналогічній посаді у «Літексі».
Тричі, у 2016–2018 роках, протягом частини 2020 року та з 2024 року був головним тренером команди ЦСКА (Софія), також тренував рідне «Хасково» і команду «Арда» (Кирджалі).